# Boughriba
Boughriba (en àrab بوغريبة, Būḡrība; en amazic ⴱⵓⵖⵔⵉⴱⴰ) és una comuna rural de la província de Berkane, a la regió de L'Oriental, al Marroc. Segons el cens de 2014 tenia una població total de 20.513 persones.